# Geoffrey Mandel
Geoffrey Mandel (né le 26 août 1959 à New York) est un illustrateur et artiste de production américain. 

## Biographie
Geoffrey Mandel est connu pour avoir notamment travaillé sur Spider-Man 2, Serenity, Star Trek et X-Men : Le Commencement.
Il est l'auteur de la Complete and Official Map of the Verse, une lithographie montrant toutes les planètes et lunes du Serenityverse.